# 保険鍼灸マッサージ師会
保険鍼灸マッサージ師会(ほけんしんきゅうマッサージしかい)は、健康保険で治療を行うはり師、きゅう師、およびあんまマッサージ指圧師を支援する職能団体である。
都道府県単位で組織されており、実務は都道府県ごとに行われている。それら統括団体として公益社団法人全日本鍼灸マッサージ師会が存在する。
各都道府県の鍼灸専門団体である「鍼灸師会」の保険担当部署でも同様の業務を行っているが、「鍼灸師会」と「鍼灸マッサージ師会」は別団体であって相互の関係はない。そのほか「NPO法人全国保険鍼灸マッサージ協会」、あるいは民間会社である「株式会社保険鍼灸マッサージ協会」など同様の業務を行っている団体が複数存在する。

## 業務
鍼灸マッサージ師は、医師と異なり診断を行えないため自ら診断書を書いて保険者（健康保険組合など）に直接報酬を請求することはできない。したがって、健康保険給付に必要な医師からの診断書(同意書)と施術者からの保険請求を受け取って、施術者に代わって保険者に報酬を請求することを主な業務にしている。
そのほかに、啓蒙活動や、施術者への教育指導、患者に対する最寄りの施術所の紹介なども行っている。

## 入会資格
入会するには、次の要件が必要である。
1. はり師・きゅう師またはあん摩マッサージ指圧師の免許を有していること。
2. 保健所から、施術所の開設許可を文書で受けていること。
3. 日本鍼灸師会、全日本鍼灸マッサージ師会、日本あん摩マッサージ指圧師会、各都道府県の視覚障害者協会「日本盲人会連合の地方組織）の何れかの会員であること。

各都道府県の保険鍼灸マッサージ師会で入退会手続を取り扱っている。

## 団体一覧
- 公益社団法人 北海道鍼灸柔整マッサージ師会
- 一般社団法人 青森県鍼灸マッサージ師会
- 一般社団法人 岩手県鍼灸マッサージ師会
- 一般社団法人 宮城県鍼灸マッサージ師会
- 一般社団法人 秋田県鍼灸マッサージ師会
- 一般社団法人 山形県鍼灸マッサージ師会
- 公益社団法人 福島県鍼灸あん摩マッサージ指圧師会
- 公益社団法人 茨城県鍼灸マッサージ師会
- 一般社団法人 栃木県鍼灸マッサージ師会
- 公益社団法人 群馬県鍼灸マッサージ師会
- 公益社団法人 埼玉県鍼灸マッサージ師会
- 公益社団法人 千葉県鍼灸マッサージ師会
- 公益社団法人 東京都はり・きゅう・あん摩マッサージ指圧師会
- 一般社団法人 鍼灸マッサージ師会
- 一般社団法人 東京都東洋医学療法鍼灸マッサージ師会
- 一般社団法人 神奈川県鍼灸マッサージ師会
- 一般社団法人 新潟県鍼灸マッサージ師会
- 一般社団法人 山梨県東洋療法師会
- 公益社団法人 富山県鍼灸マッサージ師会
- 公益社団法人 石川県鍼灸マッサージ師会
- 一般社団法人 福井県鍼灸マッサージ師会
- 一般社団法人 長野県はり灸マッサージ師会
- 公益社団法人 岐阜県鍼灸マッサージ師会
- 公益社団法人 静岡県鍼灸マッサージ師会
- 一般社団法人 愛知県鍼灸マッサージ師会
- 一般社団法人 三重県鍼灸マッサージ師会
- 一般社団法人 滋賀県鍼灸マッサージ師会
- 公益社団法人 京都府鍼灸マッサージ師会
- 公益社団法人 大阪府鍼灸マッサージ師会
- 公益社団法人 兵庫県鍼灸マッサージ師会
- 一般社団法人 奈良県鍼灸マッサージ師会
- 一般社団法人 和歌山県鍼灸マッサージ師会
- 一般社団法人 全和歌山県鍼灸マッサージ師会
- 公益社団法人 鳥取県鍼灸マッサージ師会
- 一般社団法人 島根県鍼灸マッサージ師会
- 一般社団法人 岡山県鍼灸マッサージ師会
- 一般社団法人 広島県鍼灸マッサージ師会
- 公益社団法人 山口県鍼灸マッサージ師会
- 公益社団法人 徳島県鍼灸マッサージ師会
- 一般社団法人 香川県鍼灸マッサージ師会
- 公益社団法人 愛媛県鍼灸マッサージ師会
- 一般社団法人 高知県鍼灸マッサージ師会
- 公益社団法人 福岡県鍼灸マッサージ師会
- 一般社団法人 佐賀県鍼灸マッサージ師会
- 一般社団法人 長崎県鍼灸マッサージ師会
- 一般社団法人 熊本県鍼灸マッサージ師会
- 一般社団法人 大分県鍼灸マッサージ師会
- 一般社団法人 宮崎県鍼灸マッサージ師会
- 公益社団法人 鹿児島鍼灸マッサージ師会
- 一般社団法人 沖縄県はり・きゅう・マッサージ師会

## 保険治療が認められている疾患

### 鍼・灸
1. 神経痛 [1]
2. リウマチ [1]
3. 五十肩 [1]
4. 腰痛症 [1]
5. 頸肩腕症候群 [1]
6. 頸椎捻挫後遺症 [1]
7. その他

- 医師から、上記の疾患のいずれかであり鍼灸の治療が必要である旨の診断あるいは同意を、文書で受けていること。
- その病気に関して、先に医師の治療を受けていること。
- 鍼灸による治療期間は、病院あるいは診療所で同一疾患について保険給付を受けないこと。(他の病気の治療にかかる保険給付は受けられる) [1]

### マッサージ
1. 関節拘縮 [1]
2. 筋麻痺 [1]

- 疾患にかかわらず、医師から、上記の症状のいずれかのためにマッサージが必要である旨の診断あるいは同意を、文書で受けていること。
- その症状に関して、先行あるいは並行して医師の治療を受けていること。（したがって医師の治療と並行して給付される）

## 同意書
健康保険ではり・きゅう・マッサージの治療を受ける条件として、鍼・灸・マッサージの治療が必要である旨の、医師の同意を文書で受けていることが必要であり、これを記したものが同意書である。なお、同様の内容の診断書がすでにある場合には診断書でもよい。
同意書の様式は、病院、診療所のほか、施術所に用意されていることも多い。
最初に医師の同意を受けてから3ヶ月経過ごと(あんまマッサージ指圧師による変形徒手矯正術の場合には1ヶ月経過ごと)に再度、同意が必要。ただし、2回目以降の同意は書面でなく口頭でもよい。